# Indoleon barbarus
Indoleon barbarus is een insect uit de familie van de mierenleeuwen (Myrmeleontidae), die tot de orde netvleugeligen (Neuroptera) behoort. 
Indoleon barbarus is voor het eerst wetenschappelijk beschreven door Walker in 1853.